# ارمنستان ساسانی
ارمنستان ساسانی (به پارسی میانه: 𐭠𐭫𐭬𐭭𐭩 – آرمین) به دوره‌ای گفته می‌شود که قسمت شرقی ارمنستان بزرگ از سال ۳۸۴ (میلادی) تا ۵۹۱ (میلادی) تحت فرمان پادشاهان ساسانی قرار گرفت.
در سال ۳۸۴ (میلادی) شاهنشاهی ساسانی و امپراتوری بیزانس، ارمنستان را بین خود تقسیم کردند که بخش شرقی آن سهم ایران ساسانی شد و بخش غربی که کوچک‌تر بود، به بیزانس پیوست. کشمکش‌ها در باب ارمنستان بین ایران ساسانی و امپراتوری روم شرقی از این پس هم، بارها پدید آمد اما این تقسیم‌بندی تا پایان عهد ساسانیان، کم و بیش، همچنان باقی ماند.

## پیش زمینه
اردشیر بابکان حکومت ارمنستان را بخشی از دولت اشکانیان و یکی از دشمنان جدی خود می‌دانست که به هر نحو ممکن می‌بایست به آن سرزمین دست می‌یافت. بر اساس نوشته‌های آگاتانگلوس یک سال بعد از مرگ اردوان پنجم، خسرو دوم، پادشاه ارمنستان توانست نیروهای نظامی خود را آمادهٔ نبرد با اردشیر سازد. او موفق شد سرزمین آشورستان را تسخیر کند و حتی به نزدیکی دروازه‌های تیسفون هم رسید.
خسرو تنها با سپاهیان اندک خود در برابر اردشیر و نیروی نظامی‌اش قرار گرفت. در این نبرد خسرو پیروز شد و اردشیر از صحنهٔ جنگ گریخت و خسرو با غنائم فراوان به ارمنستان بازگشت. یک سال بعد، خسرو قشون دیگری فراهم آورد و به سوی متصرفات اردشیر حرکت کرد. او طی ده سال توانست بخشی از سرزمین‌های تحت سلطهٔ اردشیر را از زیر سلطهٔ ساسانیان خارج سازد. برای حل این مشکل اردشیر شورایی تشکیل داد و علاوه بر مشاوران نزدیکش، خاندان‌های بزرگ پارتی را نیز به آن دعوت کرد. او در این شورا اعلام داشت اگر کسی از میان بزرگان بتواند خسرو، پادشاه ارمنستان، را از میان بردارد، به او پاداشی بزرگ و مقام دوم مملکت را اعطا خواهد کرد. پس از شنیدن سخنان اردشیر «آناک»، از بزرگان خاندان سورن، (بر اساس نوشته‌های موسی خورنی نسب خاندان سورن یا سورنیان (به زبان ارمنی)، به سورن پسر دوم، آرشاویر کامساراکان می‌رسد. این خاندان در زمان اشکانیان و سپس، در دورهٔ ساسانیان، جزو هفت خاندان ممتاز ایران باستان محسوب می‌شدند). از میان جمع برخاست و آمادگی خود را برای نابودی خسرو اعلام داشت. خسرو بار دیگر تصمیم گرفت تا سپاهی برای مبارزه با اردشیر فراهم آورد. اما آناک، که قصد داشت در اولین فرصت نقشهٔ خود را عملی سازد طی ترفندی و به کمک برادرش با چاقو به خسرو حمله کرد و سپس بدون خانواده‌اش و تنها با برادرش به سوی مستملکات ساسانیان گریخت اما سپاهیان ارمنی او و برادرش را در نزدیکی رود ارس به دام انداخته و آن‌ها را کشتند. با شنیدن خبر کشته شدن خسرو، اردشیر بابکان بی‌درنگ به همراه سپاهیانش به ارمنستان حمله کرد و در نهایت موفق شد این سرزمین را به تصرف خود درآورد. طی این حملات همهٔ اعضای خاندان سلسله اشکانی ارمنستان کشته یا اسیر شدند و تنها تیرداد سوم، پادشاه ارمنستان، پسر خسرو، به کمک معلمش به سرزمین روم گریخت. به این ترتیب، ساسانیان بر ارمنستان تسلط یافتند.

## تاریخ
با به قدرت رسیدن ساسانیان بار دیگر رومیان و ایرانیان علیه یکدیگر وارد جنگ شدند. در این نبرد، که در آن تیرداد سوم، پادشاه ارمنستان، فرماندهی بخشی از سپاه رومیان را به عهده داشت، نرسه، پادشاه ایران زخمی شد و افراد خانواده و جمعی از بزرگان سپاه وی به اسارت درآمدند؛ بنابراین راه چاره‌ای جز صلح با رومیان و پذیرش خواسته‌های آنان برای پادشاه ایران باقی نماند. به موجب عهدنامه نصیبین میان ایران و روم، ارمنستان به منزلهٔ سرزمینی مستقل به رسمیت شناخته شد اما به نوعی تحت حمایت دولت روم قرار گرفت.
بعد از نرسی، شاپور دوم، به ارمنستان حمله کرد. در این نبرد سپاهیان ارمنستان با دادن تلفات فراوان شکست خوردند و البته آنان در شرایطی این شکست را پذیرفتند که بر اساس نوشته‌های پاوستوس بوزاند پادشاه ارمنستان پیش از شروع جنگ وفات یافته بود. پس از خسرو سوم پسرش، تیگران، در حالی که شانزده سال بیشتر نداشت، پادشاه ارمنستان شد. شاپور دوم با نیروی عظیم خود به ارمنستان حمله کرد و این بار رومیان، به دلیل مشکلات داخلی، نتوانستند از مواضع خود در ارمنستان دفاع کنند. به این ترتیب، ارمنستان به تنهایی در برابر سپاهیان ساسانی قرار گرفت و شکست خورد. طی این نبرد، تیگران و خانواده‌اش به اسارت درآمده و به تیسفون بردند. براساس نوشته‌های بوزاند به دستور شاپور تیگران را کور کردند و او را واداشتند تا از سلطنت کناره‌گیری کرده و تاج شاهی را به پسرش، آرشاک دوم، واگذار کند.
تنها مشکل شاپور، آرشاک، پادشاه ارمنستان بود که به هیچ طریقی حاضر به اطاعت از او نمی‌شد. این بار شاپور تصمیم گرفت با ترفندی مسالمت‌آمیز آرشاک را از سر راه خویش بردارد؛ بنابراین نامه‌ای به او نوشت و از وی خواست برای حل صلح‌آمیز مشکلات به ایران بیاید. آرشاک نیز، که به گونه‌ای قصد پایان دادن به این مخاصمات را داشت، به همراه تعدادی از سرداران خود به ایران رفت اما شاپور، بر خلاف وعده‌های قبلی، او را زندانی کرد. طی مذاکراتی که پس از این وقایع بین شاپور و آرشاک صورت گرفت، آرشاک متعهد شد که به دولت ساسانی وفادار بماند. شاپور در ابتدا پذیرفت اما پس از چندی به توصیهٔ مشاورانش مبنی بر اینکه آرشاک می‌تواند پس از بازگشت به ارمنستان به تعهد خود عمل نکند و بار دیگر به نیرویی خطرناک بر ضد ساسانیان بدل شود دستور داد او را در قلعه‌ای زندانی کنند و سردارانش را نیز بکشند. آرشاک نیز پس از مدتی در این قلعه جان سپرد. در این اوضاع موشق مامیکونیان، یکی از سرداران سپاه ارمنستان، تصمیم به نجات ارمنستان از این بحران گرفت. او از والنتینیان یکم، امپراتور روم شرقی، درخواست کمک کرد. والنتینیان نیز، پاپ، پسر آرشاک، را بر تخت سلطنت ارمنستان نشاند و حمایت خود را از او اعلام داشت. به این ترتیب، سپاه ارمنستان به کمک رومیان در برابر ساسانیان ایستادگی کرد و موفق شد نیروهای ساسانی را از خاک ارمنستان بیرون راند.
در زمان پادشاهی شاپور سوم بار دیگر لشکرکشی‌های ساسانیان به ارمنستان آغاز شد. شاپور تحت تأثیر برخی از خاندان‌های قدرتمند ارمنستان، که از او حمایت می‌کردند، جوانی از خاندان اشکانی به نام خسرو را به پادشاهی بخش شرقی ارمنستان، که اکنون به‌طور کامل تحت سلطهٔ ساسانیان قرار داشت، گمارد و آرشاک سوم نیز از سوی رومیان پادشاه بخش غربی ارمنستان شد که تحت نفوذ روم شرقی قرار داشت. به این ترتیب ارمنستان در این دوره میان ایران ساسانی و امپراتوری روم شرقی تقسیم شد. بعدها رومیان بارها سعی کردند با حمله به ارمنستان شرقی این بخش را نیز از آن خود سازند اما همواره از سپاهیان ساسانی شکست خوردند. در نهایت نیز شاپور سوم با عقد پیمانی با رومیان سلطهٔ خود را در ارمنستان شرقی رسمیت بخشید.

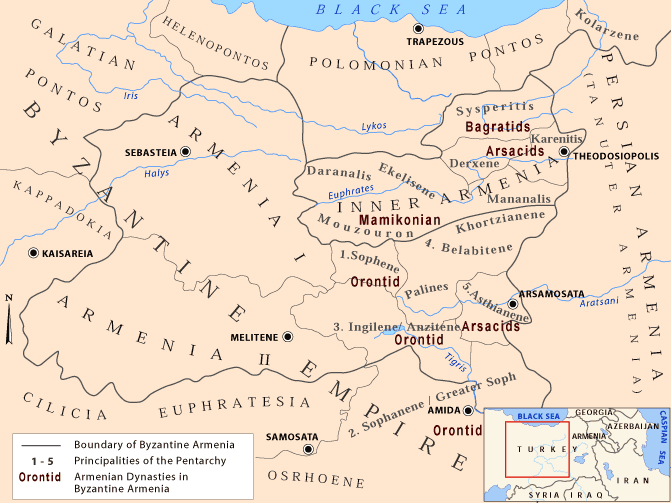
ارمنستان بین، ۳۸۷ (میلادی)-۵۳۶ (میلادی)

در ارمنستان شرقی نیز خسرو بر ضد ساسانیان و شاپور سوم شورید اما در نبردی که بین آنان درگرفت، شکست خورد. او را به تیسفون برده و زندانی کردند. پس از شکست خسرو تا مدتی حاکم ارمنستان از میان پارسیان انتخاب می‌شد اما پس از چندی با نفوذی که خاندان‌های ارمنی در دربار ساسانیان داشتند، موفق شدند شاهزاده‌ای ارمنی به نام را جانشین وی سازند. بدین ترتیب، بهرام شاپور (ورامشاپوه) حاکم ارمنستان شد. در تمام این مدت ارمنستان با وجودی که مطیع دولت ساسانی بود در آرامشی نسبی به سر می‌برد. با مرگ ورامشاپوه، خسرو که از زندان ساسانیان آزاد شده بود، به مدت یک سال حاکم ارمنستان شد. اما در نهایت یزدگرد یکم پسر خود، شاپور چهارم، را حاکم ارمنستان ساخت و به این ترتیب سلسلهٔ اشکانیان ارمنستان، از صحنهٔ قدرت خارج شد.
یزدگرد دوم در ابتدای سلطنت خود پس از یک جنگ کوتاه مدت با بیزانس، آن دولت را مجبور به عقد قرار داد صلحی نمود و به این ترتیب پس از آسودگی از حملات احتمالی آنان، متوجهٔ ارمنستان شد. وجود خاندان‌های بزرگ ارمنستان تهدیدی جدی برای حکومت ساسانی به‌شمار می‌رفت و یزدگرد سعی داشت به هر طریق ممکن از قدرت آن‌ها بکاهد تا از این طریق سلطهٔ سیاسی ساسانیان را در ارمنستان تحکیم بیشتری بخشد؛ بنابراین، از سال دوم سلطنت سیاست‌های ضد مسیحی خود را در قبال ارمنستان آغاز کرد.
بر اساس نوشته‌های غازار پاربتسی یزدگرد در ابتدای امر موفق شد با ایجاد اختلاف میان خاندان‌های بزرگ ارمنستان بین آن‌ها دشمنی به وجود آورد و حتی با دادن وعده‌هایی عده‌ای از سران این خاندان‌ها را به سوی خود جلب کند. در مرحلهٔ بعد میزان خراجی را که ارمنستان متعهد شده بود به دولت ساسانی پرداخت کند چند برابر افزایش داد. این امر باعث نارضایتی طبقات پایین جامعه به ویژه کشاورزان و پیشه وران شد که پرداخت مالیات بر دوش آن‌ها سنگینی بیشتری می‌کرد. ساسانیان همچنین برای اولین بار مالیاتی نیز برای روحانیان مسیحی ارمنستان تعیین کردند. از آنجایی که کلیساها و دیگر اماکن مذهبی ارمنستان نیازهای مالی خود را از طریق مستغلات تحت مالکیت خویش فراهم می‌ساختند و منبع درآمد دیگری جز کمک‌های مردمی نداشتند، که آن هم در این زمان به دلیل فشار فراوان دولت ساسانی کم و بیش به هیچ رسیده بود، لذا در شرایطی سخت و دشوار قرار گرفتند. جملگی این عوامل نارضایتی شدید مردم ارمنستان را نسبت به دولت ساسانی در پی آورد؛ نارضایتی‌ای که روز به روز بر شدت آن افزوده می‌شد. عامل دیگری که باعث مخالفت‌های بیشتر مردم ارمنستان با دولت ساسانی شد اقدام این دولت برای تغییر مذهب مسیحیان بود.
ارمنستان در زمان حکومت انوشیروان به چند بخش تقسیم شد اما بخش اعظم آن تحت سلطهٔ پادشاهی ساسانی قرار داشت. سیاست‌های انوشیروان باعث رونق اقتصادی مستملکات ساسانیان از جمله ارمنستان شد. راه‌های تجاری مهمی که از ارمنستان عبور می‌کرد سبب گسترش تجارت و رونق اقتصادی آن شد. حاکم ارمنستان همچنان از میان خاندان‌های بزرگ ارمنی تعیین می‌شد و ارمنستان موظف به پرداخت مالیاتی سنگین به دولت ساسانی بود. هر کدام از طبقات مختلف ارمنستان نیز وظیفه داشتند از درآمد خود مقدار معینی مالیات به دولت ساسانی پرداخت کنند. طبقات مختلف مردم برای پرداخت این مالیات‌ها متحمل مشکلاتی فراوان می‌شدند. سرانجام موجبات نارضایتی طبقات مختلف ساکنان قلمرو ساسانی و من جمله ارمنستان را فراهم آورد. افزون بر این مسئله سیاست‌های نادرست ساسانیان در ارمنستان باعث از سرگیری شورش‌ها شد. این شورش‌ها با تعیین مرزبانی ایرانی برای ارمنستان، که با سیاست‌های خود شرایط زندگی را برای ارمنیان دشوار ساخته بود، شدت بیشتری یافت. به تدریج، این شورش‌ها بخش‌های مختلف ارمنستان را فراگرفت و سال‌هایی طولانی تا زمان پادشاهی خسرو پرویز ادامه یافت.
در ۵۹۱ میلادی خسرو با امپراتور روم شرقی پیمان صلحی منعقد کرد که یکی از مفاد آن تقسیم دوبارهٔ ارمنستان بین دو کشور بود. این تقسیم وضیعت سیاسی دشوارتری برای ارمنستان به وجود آورد. مدتی پس از امضای این پیمان صلح نبردهای خسرو با امپراتوری روم شرقی از سر گرفته شد. این نبردها که تا ۶۲۸ میلادی ادامه داشت با مرگ خسرو پایان یافت. پس از او قباد یکم، پیمان صلحی با امپراتور روم شرقی منعقد کرد که در آن ارمنستان تحت نفوذ این دولت قرار می‌گرفت و امپراتور روم شرقی؛ مختار بود حاکمی برای ادارهٔ ارمنستان تعیین کند. وضیعت ارمنستان تا سال‌ها به همین صورت باقی ماند اما با ورود خلافت راشدین به ایران در ۶۴۵ میلادی حمله اعراب به ارمنستان همچنین آغاز شد.

## نبرد آوارایر

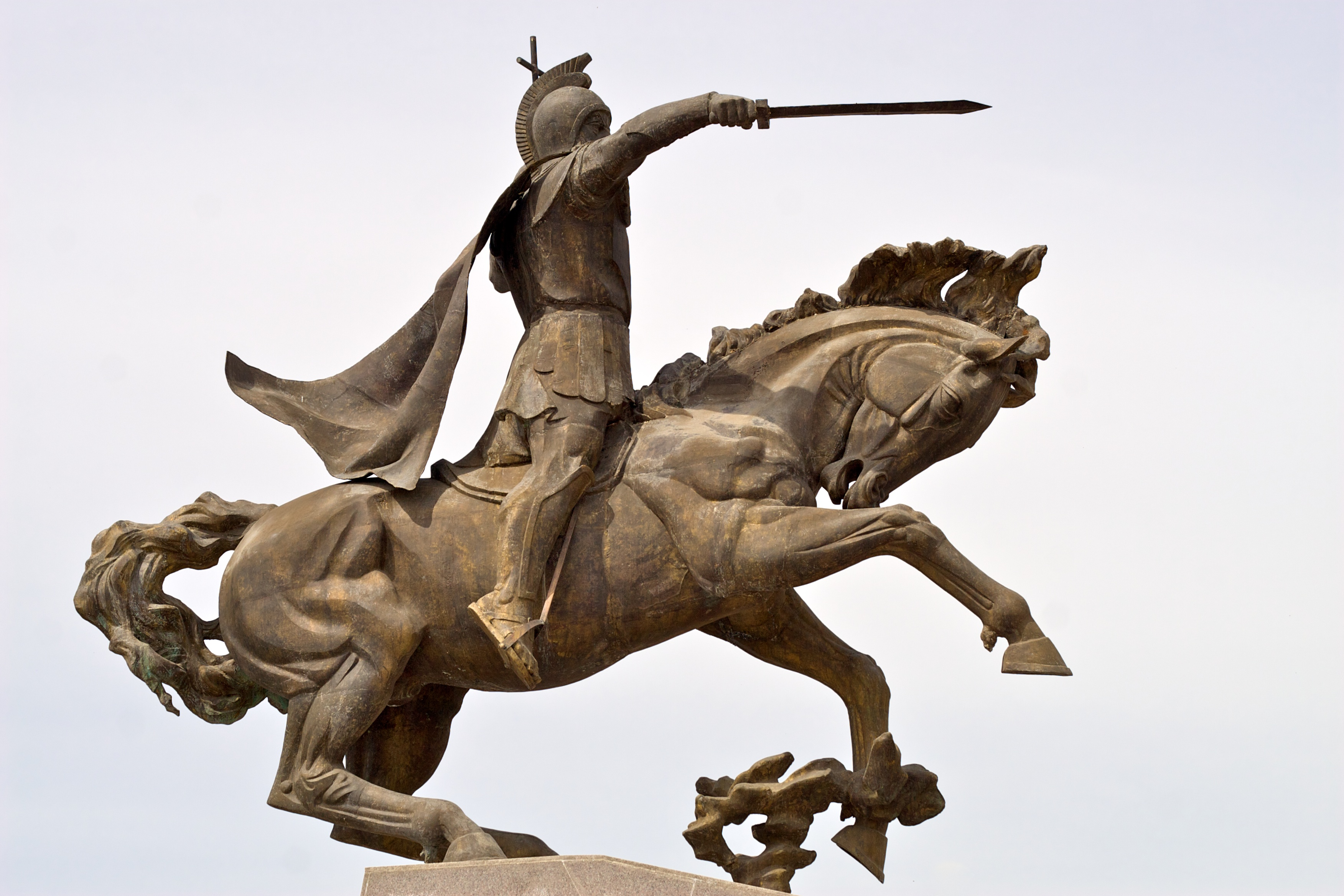
پیکره سوار بر اسب وارتان در پایتخت ارمنستان

وارتان مامیکونیان سعی کرد تا همهٔ خاندان‌های بزرگ ارمنی را همراه سازد. در نقطهٔ مقابل وی «واساک سیونی»، که یزدگرد به او وعدهٔ بالاترین مقام ارمنستان و حکومت آن را داده بود، تمام توان خود را برای همراه ساختن خاندان‌های قدرتمند ارمنستان با یزدگرد به کار بست. اما سرانجام وارطان موفق شد اکثر این خاندان‌های ارمنی را با خود همراه سازد و اعلام داشت تنها راه نجات ارمنستان نبرد در برابر نیروهای ساسانی است.
دربارهٔ تعداد سپاه ارمنستان بین مورخان اختلاف نظر وجود دارد. یغیشه وارداپت شمار آنان را شصت هزار شامل دو لشکر پیاده و سواره نظام دانسته‌است. تعدادی از روحانیان و حتی زنان نیز در این نبرد حاضر بودند. در این جنگ تمام سربازان حاضر در ارتش ارمنستان امکانات جنگی مرسوم آن زمان را نداشتند و حتی عده‌ای بدون لباس‌های جنگی، کلاه خود و نیزه در میدان نبرد حاضر شده بودند. وارطان سپاه خود را به سه بخش تقسیم کرده بود و خود فرماندهی سمت چپ سپاه را بر عهده داشت. ارتش ایران با شروع جنگ ابتدا سمت چپ سپاه ارمنستان را مورد هدف قرار داد. از آنجایی که مرکز فرماندهی ارتش ارمنستان در این نقطه قرار داشت این امر سبب هرج و مرج در دو بخش دیگر سپاه ارمنستان شد و به این ترتیب، ارتش ارمنستان در آستانهٔ نابودی قرار گرفت. در این هنگام وارطان تدبیری اندیشید و به لشکر فیل‌ها حمله برد. با نابودی بخش اعظمی از این لشکر به دست ارتش ارمنستان سپاه ایران انسجام خود را از دست داد اما در نهایت ارتش ساسانی فاتح این نبرد شد. سپاه ارمنستان در این جنگ تلفاتی سنگین داد و فرماندهٔ آن، وارتان مامیکونیان، کشته شد.

## سکه‌های ساسانی ضرب شده در ارمنستان

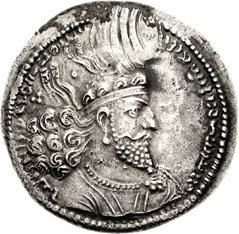
سکه‌ای از هرمز یکم

در دوران حکومت ساسانیان، سکه‌هایی از جنس طلا، نقره، برنز و آلیاژی از قلع و سرب ضرب می‌شد. واحد سکه‌های طلا «دینار» و سکه‌های نقره «درهم» بود. از سکه‌های دوران ساسانیان تعداد ۸۱۳ عدد در ۳۴ منطقهٔ جمهوری ارمنستان یافت شد؛ که بیشترین آن‌ها در شهرهای گیومری و دوین به دست آمده‌است. بیشتر این سکه‌ها از جنس نقره هستند. چند سکهٔ برنزی نیز به به دست آمده که یک مورد آن در کاوش‌های باستان‌شناسی آرتاشات یافت شده‌است اما تاکنون سکه‌ای از جنس طلا، که به منزلهٔ سکهٔ یادبود در دوران ساسانیان ضرب می‌شده، در ارمنستان به دست نیامده است. دلیل تعدد بسیار سکه‌های ساسانی و همچنین، رومی مربوط به این دوره در مناطق مختلف ارمنستان به خصوص در شهرهای آرتاشات، گیومری و دوین مبادلات تجاری دو امپراتوری ایران و روم در خاک ارمنستان است.
تصویر ایزدمهر اولین بار در سکه‌های هرمز یکم استفاده شده‌است زیرا ایزدمهر خدای ارمنیان نیز بود. به همین دلیل، در سکه‌های ضرب شده در ارمنستان از تصویر این ایزد استفاده شده تا این پیام را برساند که پادشاهی هرمز بر ارمنستان مورد تأیید خدایان ارمنیان نیز است.

## فهرست مرزبانان
- واساک سیونی، (۴۴۲–۴۵۱)
- ساهاک دوم باگراتونی، (۴۸۱–۴۸۲)
- وارتان یکم مامیکونیان، (۴٨٢-۴٨۴)
- واهان یکم مامیکونیان، (۴۸۴–۵۰۵/۵۱۰)
- وارت مامیکونیان، (۵۰۵/۵۰۹–۵۱۰/۵۱۴)
- مجج یکم گنونی، (۵۱۸–۵۴۸)
- وارتان سوم مامیکونیان، (۵۷۳–۵۷۷)
- موشق دوم مامیکونیان، (۵۹۰–۵۹۱)
- سمبات چهارم باگراتونس، (۶۰۴/۶۱۱–۶۱۶)
- ورازتیروس دوم باگراتونی، (۶۲۸)
- داویت ساهارونی، (۶۳۸–۶۴۳)
- تئودور رشتونی، (۶۴۳–۶۴۵)